# Emilio Anatra
Emilio Anatra (... – Napoli, novembre 1928) è stato un dirigente sportivo italiano. 
Visse tra la fine del XIX e gli inizi del XX.

## Biografia
Anatra fu un eminente personaggio degli albori dello sport napoletano.
Ingegnere, appassionato di calcio e scherma, yachtman e armatore, nonché compositore di canzoni napoletane, fu presidente del Naples dal 1908 al 1921.
Vicepresidente del Club Canottieri Savoia nel 1908, l'anno seguente vinse la Gordon Bennett Challenge in Costa Azzurra con il suo Caprice, la prima vittoria di prestigio della vela partenopea. Sempre nel 1909 vinse la Coppa del Presidente della Repubblica francese, la Coppa del Re d'Inghilterra e la Coppa del Club Nautique de Nice.
Il 25 luglio 1914 fu tra i fondatori del Circolo Canottieri Napoli, di cui fu il presidente sino al 1925. Non appena eletto presidente, Anatra donò al nuovo circolo il Caprice e il Surprise.